# Linfield Football & Athletic Club 2009-2010
Questa voce raccoglie le informazioni riguardanti il Linfield Football & Athletic Club nelle competizioni ufficiali della stagione 2009-2010.

## Rosa
| N. |                             | Ruolo | Calciatore             |
| -- | --------------------------- | ----- | ---------------------- |
| 1  | Irlanda del Nord (bandiera) | P     | Alan Blayney           |
| 2  | Scozia (bandiera)           | D     | Steven Douglas         |
| 3  | Irlanda del Nord (bandiera) | D     | Jonathan Harkness      |
| 4  | Irlanda del Nord (bandiera) | C     | Michael Gault          |
| 5  | Irlanda del Nord (bandiera) | D     | William Murphy         |
| 6  | Irlanda del Nord (bandiera) | C     | Conor Hagan            |
| 7  | Irlanda del Nord (bandiera) | C     | Damien Curran          |
| 8  | Irlanda del Nord (bandiera) | C     | Philip Lowry           |
| 10 | Irlanda del Nord (bandiera) | A     | Michael Carvill        |
| 11 | Irlanda del Nord (bandiera) | D     | Noel Bailie (capitano) |
| 12 | Irlanda del Nord (bandiera) | D     | Billy Joe Burns        |
| 13 | Irlanda del Nord (bandiera) | D     | Kris Lindsay           |
| 14 | Irlanda del Nord (bandiera) | D     | Aaron Burns            |

| N. |                             | Ruolo | Calciatore      |
| -- | --------------------------- | ----- | --------------- |
| 15 | Irlanda del Nord (bandiera) | A     | Mark Miskimmin  |
| 16 | Irlanda del Nord (bandiera) | C     | Aidan O'Kane    |
| 17 | Irlanda del Nord (bandiera) | A     | Curtis Allen    |
| 18 | Irlanda del Nord (bandiera) | P     | Stuart Addis    |
| 19 | Irlanda del Nord (bandiera) | C     | Jamie Tomelty   |
| 20 | Irlanda del Nord (bandiera) | C     | Robert Garrett  |
| 21 | Irlanda del Nord (bandiera) | D     | James Ervin     |
| 22 | Irlanda del Nord (bandiera) | C     | Jamie Mulgrew   |
| 23 | Irlanda del Nord (bandiera) | A     | Paul Munster    |
| 25 | Irlanda del Nord (bandiera) | A     | Mark McAllister |
| 26 | Irlanda (bandiera)          | A     | Kevin McHugh    |
| 27 | Irlanda del Nord (bandiera) | D     | JP Gallagher    |